# Французька революція
Францу́зька револю́ція (фр. Révolution française [ʁevɔlysjɔ̃ fʁɑ̃sɛːz]) — період політичних і суспільних змін у Франції, який розпочався з Генеральних штатів 1789 року і завершився переворотом 18 брюмера 9 листопада 1799 року. Багато ідей революції вважаються фундаментальними принципами ліберальної демократії, а її цінності залишаються центральними в сучасному французькому політичному дискурсі.
Причинами революції стало поєднання соціальних, політичних та економічних проблем, з якими не зміг впоратися «старий порядок» (фр. ancien régime). Фінансова криза та широкі соціальні негаразди призвели до скликання Генеральних штатів у травні 1789 року, першого засідання з 1614 року. У червні представники Третього стану відокремилися і перезаснували Національні збори як Національну асамблею. Штурм Бастилії в Парижі 14 липня супроводжувався радикальними заходами Асамблеї, серед яких скасування феодалізму, державний контроль над католицькою церквою та декларація прав. Наступні три роки пройшли під знаком боротьби за політичний контроль. Спроба втечі короля Людовика XVI до Варенна у червні 1791 року ще більше дискредитувала монархію, а військові поразки після початку Французьких революційних війн у квітні 1792 року призвели до збройного повстання 10 серпня 1792 року. У вересні монархія була замінена Першою французькою республікою, а Людовик XVI був страчений у січні 1793 року.
Після чергового повстання в червні 1793 року дію конституції було призупинено, а політична влада перейшла від Національного конвенту до Комітету громадського порятунку, в якому домінували радикальні якобінці на чолі з Максиміліаном Робесп'єром. Близько 16 000 людей було засуджено Революційним трибуналом і страчено під час Епохи терору, яка завершилася в липні 1794 року Термідоріанською реакцією. Ослаблений зовнішніми загрозами та внутрішньою опозицією, Комітет громадської безпеки був замінений у листопаді 1795 року Директорією. Її нестабільність закінчилася переворотом 18 брюмера і створенням Консулата, першим консулом якого став Наполеон Бонапарт.
Революція, яку більшість істориків вважають однією з найважливіших подій у світовій історії, була предметом дискусій і суперечливою точкою відліку протягом двох століть, що настали після неї, у Франції та в усьому світі. Її прийнято вважати головним переломним моментом в історії західної демократії — як епоха переходу від доби абсолютизму і аристократії, до доби демократії за участі широких верств населення в житті країни. Вона створила негайний і тривалий поділ між прихильниками революційних ідей і захисниками старого порядку, а також між антиклерикалами і католицькою церквою.

## Причини
Аналіз причин Французької революції досі викликає суперечки істориків.
У своєму державному устрої у XVIII столітті Французьке королівство було абсолютною монархією, що спиралося на систему централізованої бюрократії і на постійне військо. Проте, між королівською владою, яка була абсолютно незалежна від панівних класів, і привілейованими станами суспільства існував свого роду союз — за відмову духовенства і дворянства від політичних прав. Державна влада всією своєю силою і всіма засобами, що були в її розпорядженні, охороняла соціальні привілеї цих двох станів суспільства. Водночас зростав вплив третього стану — усіх, хто не належав до перших двох.
Наприкінці XVIII століття Франція була однією з найбагатших країн Європи, поступаючись у розвитку тільки Королівству Великої Британії та Голландській республіці. Водночас у країні, яка була абсолютною монархією не було жодного громадського контролю над бюджетом, що протягом багатьох століть був дефіцитним. Король Людовик XVI щедро витрачав гроші, включно з військовими видатками на ведення семирічної війни та підтримку колоній в Американській революції, й державний борг досяг величезних розмірів. Половина бюджету йшла на виплату відсотків по заборгованості. Збільшення податків лягало тягарем на плечі третього стану, оскільки перші два були звільнені від оподаткування. Ситуацію ускладнили неврожаї в 1780-х роках та пауперизація населення.
Шукаючи виходу зі скрутного становища, 1789 року король вирішив скликати Генеральні штати — французький парламент, який не скликали з 1614 року. Скликання Генеральних штатів мало на меті встановлення нової системи податків, які включали б податки на землю, і які повинні мали б платити також перші два стани. Звісно, дворянство й духівництво зустріло таку ідею спротивом. Розгорнулася боротьба за представництво й систему голосування в Генеральних штатах.
Ідеологічну базу протистояння старого режиму й революційних сил забезпечили ідеї Просвітництва.

## Періодизація
Історію Французької революції можна умовно поділити на 2 періоди:

### 1789—1794
Від початку роботи Генеральних штатів до страти Максиміліана Робесп'єра та його прихильників. У цей час прийнято дві конституції. У липні 1789 року розпочались повстання. У Парижі міська біднота, пізніше названа санкюлотами, почала грабувати визначні місця. Спочатку Будинок Інвалідів. Потім вони взяли в облогу королівську в'язницю Бастилію. Через три дні воїни фортеці здалися. Людовік вимушено скликав Генеральні штати. Під час скликання штатів вирішено збільшити податки, однак це не привело до поліпшень. Франція була на межі голоду. Втративши будь-яку надію на порятунок Франції, Людовік вирішив втекти за кордон. Однак його вчасно зловили, і якобінці дали наказ його гільйотинувати.
У цей період у Франції було чотири політичні партії: фельяни (за конституційну монархію), жирондисти (конституційні радикали), якобінці (радикальні демократи) і роялісти (за абсолютну монархію).

### 1794—1799
Від страти Робесп'єра до приходу до влади Наполеона Бонапарта. У цей час країною керувала Директорія.

## Хронологія подій

### 1789— кінець абсолютної монархії

#### Юридична революція (травень— початок липня)

##### Виборча кампанія
Скликання Генеральних штатів 1789 року зродило великі сподівання у французького народу. Селяни сподівалися на покращення умов життя зі скасуванням феодальних законів. Буржуазія сподівалася на рівність у правах і встановлення парламентської монархії на кшталт англійської. Буржуа могли розраховувати на підтримку невеликої частини шляхти, яка сприйняла нові ідеї, та нижніх чинів у церковній ієрархії — людей, які жили серед народу і відчували його проблеми. Цим можна пояснити пожвавлення політичних дискусій упродовж виборчої кампанії. Зокрема, дискусії точилися навколо питання організації самих Генеральних станів. Традиційно кожен стан вибирав приблизно однакову кількість депутатів: обрані від кожного стану об'єднувалися, обговорювали питання й голосували окремо, а рішення кожного стану становило один голос при заключному голосуванні. Вистачало, щоб представники двох привілейованих станів проголосували однаково аби здобути перемогу над третім станом.
У пошуках виходу із такого становища, третій стан почав вимагати подвійної кількості представників, аби рішення приймалися на загальних зборах, і щоб під час голосування вираховувалася більшість голосів за принципом: «один депутат — один голос». Людовик XVI згодився подвоїти кількість депутатів від третього стану, але процедуру голосування проігнорував.

##### Депутати від третього стану проти короля
1-го травня 1789 року депутати прибули до Версалю: 291 від дворянства, 270 від церкви, 584 — від третього стану. Представників перших двох станів зустріли з помпою, на третіх не звернули увагу. У день 5 травня король відкрив Генеральні штати; у своїй промові він застеріг проти духу змін. Тригодинну промову виголосив Жак Неккер, але вона стосувалася винятково фінансових питань. Жодних натяків на сподівані політичні реформи не було. Влада не зважувалася вирішувати питання про порядок голосування: привілейовані стани запропонували голосувати за старою системою, а третій стан у відповідь відмовився проводити своє окреме засідання. Під кінець місяця суперечок і зволікань третій стан вирішив узяти ініціативу у свої руки й організувати перевірку повноважень депутатів. На перевірку 13 червня з'явилися три кюре, до 16 червня таких було десять.
17 червня представники третього стану й кілька представників дворянства й духівництва на пропозицію абата Сієса оголосили про створення Національної асамблеї. 19 червня духівництво, серед якого була міцна меншість священиків, які переймалися проблемами селян, вирішило приєднатися до депутатів третього стану в питанні перевірки повноважень. 20 червня король наказав зачинити залу Меню Плезір, у якій збиралися депутати третього стану, тож ті зібралися в залі для гри в м'яч. Там була проголошена клятва зали для гри в м'яч — не розходитися, доки не буде написана й затверджена конституція. 23 червня, на загальному засіданні в присутності монарха, Людовик XVI звелів депутатам проводити свої наради в окремих приміщеннях. Тоді як депутати дворянства й вищі духовні чини підкорилися й вийшли, представники третього стану й дрібних церковних чинів залишилися. Коли маркіз де Дре-Брезе прийшов із наказом від короля до депутатів покинути залу, Жан-Сільвен Байї, що виконував обов'язки голови, відповів: «Пане, гадаю, що зібрання нації не повинно нікому підкорятися», а Мірабо додав: «Тільки влада багнетів може змусити нас піти звідси». Зустрівши такий опір третього стану, який підтримали нижні чини церкви і п'ятдесят дворян, король запросив 27 червня усі три стани на спільне засідання.
Тим часом Національна асамблея продовжувала свою діяльність. 9 липня вона проголосила себе Національними установчими зборами (Assemblée nationale constituante). У ці дні вона здійснила ще один вирішальний поворот: чимало з депутатів злякалися перебігу подій і почали подавати у відставку; Асамблея постановила, що вона представляє не тільки виборців кожного конкретного депутата, а колективно весь народ загалом. Таким чином втілився в життя принцип «національного суверенітету», який відстоював Дені Дідро. Установчі збори опиралися на підтримку народної більшості й на мережу «патріотів», а протистояли їм розрізнені міністерства, уряд без фінансів і зляканий нерішучий король.

### Літо 1789

#### Падіння Бастилії

##### Перед бунтом
Людовик XVI прикинувся, що йде на поступки третьому стану. Але 26 червня він звелів стягнути до столиці війська (двадцять тисяч солдатів з найманих швейцарських та німецьких полків). Парижани збентежилися. Дебати у Версалі не давали жодних результатів, і виник страх щодо долі Установчих зборів. Народ боявся, що війська перекриють шляхи постачання до Парижа тоді, як унаслідок неврожаю 1788 року ціна хліба вже піднялася понад міру. На паризьких бар'єрах почалися заворушення. Король відправив у відставку надто ліберальних міністрів, у тому числі контролера фінансів Жака Неккера. Ця відставка сталася 11 липня, а 12 липня звістка про неї досягла Парижа. Після обіду в садах Пале-Рояль журналіст Каміль Демулен закликав натовп до самооборони. На його думку відставка Неккера свідчила про наступ на народ. В садах Тюїльрі і на площі Інвалідів виникли сутички між парижанами й полком королівських німців принца Ламбеска, вояків якого звинуватили у вбивствах маніфестантів.
13 липня 40 із 44 митних бар'єрів було спалено, розграбовано зернові запаси монастирів, сформувалося ополчення.

##### Перший день революції
Вранці 14 липня 1789 року паризькі бунтівники почали озброюватися, розграбувавши арсенал Дому інвалідів, де знайшлися рушниці й гармати, але бракувало пороху. Шукаючи порох вони прибули до брами королівської в'язниці Бастилії, де злилися з іншим потоком бунтівників, який ще зранку почав збиратися перед фортецею в передмісті Сен-Антуан.
У липні 1789 року у в'язниці було лише 7 в'язнів — 4 фальшивомонетники, два небезпечні божевільні й один сексуальний збоченець, замкнений на вимогу своєї родини (йдеться, мабуть, про маркіза де Сада, хоча його перевели до Шарантона ще 2 липня).
У очах народу Бастилія була символом королівської сваволі. В'язниця призначалася для знесення. Її охороняли 82 інваліди та 32 швейцарця. Маркіз Бернар-Рене Жордан де Лоне, комендант в'язниці, хотів чинити опір, але на вимогу прибулих із ратуші, де засідав постійний комітет повстанців, посередників, поспіхом підписав документ, за яким згодився здати фортецю в обмін на обіцянку не причинити шкоди гарнізону. Він впустив натовп у перший двір, але потім розлютився й наказав стріляти картеччю — з'явилися жертви. Французька гвардія, що приєдналася до повсталих, привезла захоплені в Домі інвалідів гармати. Комендант здався й опустив мости. Це сталося о 5-й годині вечора. Переможці разом із захопленими тюремниками вирушили до ратуші. Дорогою Лоне спочатку побили, потім зарубали шаблею. Поварчук Десно відрубав йому голову й висадив на піку. Прибувши в ратушу бунтівники оголосили прево Жака де Флесселля зрадником. Його теж убили, відрубали голову й висадили на палю поряд із головою Лоне. Пили кров убитих — цей акт пізніше став традицією у випадку важливих жертв.

##### Після перемоги народу
Король Людовик XVI змушений був визнати те, що сталося. Під тиском вимог парижан він власною персоною з'явився наступного дня на засідання установчих зборів і оголосив, що відкликає війська, що оточували Париж. Він також відновив на посаді Неккера й усіх звільнених міністрів та оголосив Жана Сильвена Байї, голову установчих зборів, мером Парижа. Марі Жозеф де Лафаєт отримав посаду верховного команданта національної гвардії. У місті встановилася нова муніципальна адміністратура, і король визнав її, відвідавши 17 липня Париж. Байї вручив йому блакитно-червону кокарду, яку король прикріпив до капелюха, додавши ці паризькі кольори до білого королівського. Таким чином відбулося тимчасове примирення монарха із повсталими.
Звістка про падіння Бастилії поширилася усією країною. Вона супроводжується найнеймовірнішими чутками про підземні темниці зі скелетами жертв королівської сваволі. Доки продовжувалося знесення фортеці патріот Палуа розгорнув пропагандистську кампанію, торгуючи камінням і кайданами. Герої штурму Бастилії стали нагороджуватися спеціальною медаллю.
Ці події викликали першу хвилю еміграції — країну покинули молодший брат короля, граф д'Артуа, принц де Конде, герцог Поліньяк та герцог Данґ'ян, від'їжджаючи до Англії, Нідерландів чи до Німеччини. Усі планували повернутися через три місяці.

##### Великий сільський переляк та ніч на 4 серпня 1789
Починаючи з 15 липня 1789 року і до 6 серпня 1789 року в французьких селах поширювалася хвиля суперечливих чуток, що отримала назву «Великого переляку». Селяни боялися пограбувань урожаю членами загонів сільських бунтівників. При наближенні таких загонів у селах дзвонили на сполох, селяни озброювалися вилами, косами та іншим інвентарем. У разі, коли небезпеки насправді не було, натовп не розходився, а йшов до шато, де вимагав папери, які встановлювали права поміщика на маєток, і спалював їх. З поміщиками, які чинили опір, розправлялися. Внаслідок цієї хвилі насильства Установчі збори в ніч на 4 серпня постановили відміну всіх привілеїв, феодальних прав, скасували право продажі державних посад та фіскальну нерівність. Це стало кінцем старорежимного суспільства. Одразу ж депутати, серед яких майже всі, як буржуа, так і дворяни, були фінансистами, у період з 5-го по 11 серпня утвердили низку декретів про відміну персональних прав (кріпацтво, шарварки), монопольного права на полювання. Права на оренду землі потрібно було викупити. Повністю звільнитися могли тільки найбагатші селяни.
26 серпня 1789 року Установчі збори проголосували за Декларацію прав людини і громадянина. Просякнута ідеями Просвітництва, вона без права на оскарження засудила абсолютну монархію й становий принцип побудови суспільства. У ній знайшли відображення сподівання тогочасної буржуазії — гарантія особистих свобод, встановлення недоторканого права на приватну власність, поділ влади між королем та всіма громадськими службовцями.

##### Повернення столиці до Парижа
У вересні 1789 року Установчі збори проголосували за перші статті майбутньої конституції, обмежуючи таким чином королівські права. Складнощі із забезпечення Парижа зерном і зволікання короля щодо затвердження Декларації прав людини і громадянина та законів, які скасовували становий принцип побудови суспільства, призвели до подій 5-6 жовтня 1789 року. Населення передмість разом із Лафаєтом та новою національною гвардією прийшли у Версаль і зобов'язали королівську родину повернутися до Парижа. Загинули два королівські гвардійці, й їхні голови висадили на піки.
Відтоді король та Установчі збори засідали в Парижі під наглядом національної гвардії й відчуваючи загрозу бунту.
Королівська влада надзвичайно ослабла. Франція залишалася монархією, але законодавча влада перейшла до Установчих зборів. Встановлені Установчими зборами комісії мали більше повноважень, ніж адміністрація, яка дедалі менше звертала увагу на короля. Міністри стали просто технічними виконавцями, над якими постійно наглядали Збори. Проте в руках короля залишалася виконавча влада. Закони й декрети Установчих зборів не набирали чинності, якщо король не впроваджував їх. Крім того на своїх посадах до встановлення нової адміністрації залишалися інтенданти й інші представники старого режиму. Інтенданти продовжували виконувати свої обов'язки аж до 1790 року, хоча їхні повноваження сильно скоротилися.

### Невдача ідеї конституційної монархії

#### Перебудова Франції

##### Реорганізація управління
Установчі збори взялися за широкомасштабні реформи, намагаючись втілити в життя ідеї філософів та економістів XVIII століття. Для років Французької революції характерне кипіння ідей і палкі дискусії на всій території країни. Преса ніколи не була настільки вільною, як між 1789 та 1792 роками.
Спочатку Збори взялися за адміністративну реформу. Успадкований від старого режиму, апарат управління був дуже складним. Сфери повноважень одних органів влади перекривалися із сферами управління інших. Депутати спробували спростити структуру. Першим кроком стала муніципальна реформа, особливо актуальна з огляду на літні заворушення. Законом від 14 грудня впроваджене поняття муніципалітету. Від січня 1789 року кожна комуна в Франції вибрала своє правління. Це були перші вибори часів революції.
Законом від 22 грудня 1789 року Збори утворили департаменти — єдині в адміністративному, юридичному, фіскальному й релігійному плані одиниці. Департаментів було 83. Їм дали назви за географічним принципом, пов'язавши їх з водними шляхами, горами, морями. Департаменти ділилися на райони, кантони і комуни. Керівники усіх цих одиниць вибиралися народом. Весною 1790 року Зборами утворено комісію, перед якою ставилось завдання поділу Франції та розгляду скарг між містами-кандидатами на адміністративні центри. Нова, демократично обрана, адміністрація почала діяти з літа 1790 року.

##### Економічні свободи
За старого режиму економічна діяльність строго контролювалася державою й регламентаціями, які обмежували число виробників. Усі спроби встановити свободу виробництва: сільськогосподарського, ремісничого чи промислового, придушувалися. Переборюючи супротив фахових угрупувань, 14 червня 1791 року прийнято закон Лешапельє. За цим законом заборонялися всі організації робітників. Заборонялися також і страйки.
Революція наголошувала на особистих свободах і з підозрою ставилася до колективного, групового. Таким чином вона майже на століття унеможливила організації робітників для захисту своїх прав.

##### Релігійне питання
Починаючи з 11 серпня 1789 року відмінено десятину, що відняло у церкви частину прибутків. 2 листопада того ж року на пропозицію єпископа Отена Талейрана церковне майно перейшло в управління держави для погашення громадського боргу. Майно ставало державною власністю, а пізніше продавалося, щоб покрити державний дефіцит. Того ж року були впроваджені асигнації — паперові гроші. В умовах загрозливої фінансової ситуації Установчі збори зробили національне майно гарантією паперових грошей, власники яких могли обміняти їх на землю. Спочатку вони друкувалися як бони Казначейства, а у квітні 1790 року для них встановлено фіксований курс, за яким вони могли обертатися як справжні гроші. Таким чином випущено асигнацій на 400 мільйонів. Створилися передумови для періоду інфляції.
Націоналізація церковного майна змусила Установчі збори зацікавитися фінансуванням церкви. Цивільна конституція церкви, яку прийняли 12 липня 1790 року, ратифікована королем 26 грудня 1790 року, перетворила духівництво в державних службовців із встановленою заробітною платою. Церковники відтоді обиралися й мали присягати на вірність нації, закону й королю. За древньою галльською традицією, а також почасти, слідуючи духу Просвітництва, яке ратувало за світське суспільство, депутати не поцікавилися думкою Папи Римського, щодо реформи католицької церкви. У березні 1791 року Папа засудив усі церковні реформи в Франції. У результаті населення розділилося на дві антагоністичні частини. 65 % церковних чинів або відмовилися від присяги або уникало її, що посіяло зерно драматичних подій 92-93 років.
Релігійне питання загострило невдоволення тієї частини населення, що розчарувалися в Революції. З 1790 року на півдні почалися сутички між протестантами й католиками. Питання про присягу стало причиною протиборства на заході, там, де міста підтримували тих священиків, що дали присягу, а села — тих, хто відмовлявся це зробити.

### Король та революція
14 липня 1790 року, через рік після взяття Бастилії, на Марсовому полі проходило свято Федерації. На церемонії поряд із королем та королевою був присутній маркіз де Лафаєт. Це був момент національної єдності — під оплески натовпу король присягнув на вірність Конституції. У стороннього спостерігача могло скластися враження, що Людовик XVI прийняв зміни, що сталися після революції 1789 року. Але насправді цього не сталося — Людовик маневрував між різними течіями, намагаючись зберегти свою незалежність і відвоювати втрачену владу. Більш того, король був щирим католиком і прийняв бік Папи та тих священиків, які уникали присяги.
20-21 червня 1791 року король спробував утекти, що засвідчило його ворожість реформам 1789-го. Найрадикальніші паризькі патріоти побачили в цьому свідчення зради й організували петицію, яку хотіли передати на Марсових полях, і в якій вимагали публічного зречення. Такі депутати, як Байї та Лафаєт підтримували конституційну монархію, висунули ідею викрадення короля. Вони заборонили маніфестацію й оголосили воєнний стан. Попри це, 17 липня 1791 року маніфестація відбулася. Лафаєт не зміг стримати своїх людей, які послухалися наказу Байї стріляти — відбувся розстріл неозброєного натовпу, при якому загинуло чимало жінок та дітей. Розстріл на Марсових полях означав розрив між поміркованими патріотами й парижанами, яких представляли поряд з іншими Дантон, Робесп'єр та Жан-Поль Марат. Дехто, наприклад Кондорсе, почали навіть вимагати встановлення республіки. Байї, Лафаєт і більшість депутатів покинули клуб Якобінців і заснували клуб Фельянів, чим викликали народне невдоволення. Для них революція закінчилася, й основним завданням стало стабілізувати режим і підтримувати конституційну монархію.
В очах частини громадян король втратив будь-яку повагу. Численні революційні газети малювали на нього карикатури, де він зображався свинею, й друкували про нього та королеву брудні анекдоти. Роялістські газети відверто закликали до опору. Прискорилася еміграція. Контрреволюціонери та якобінці організовували в масштабі всієї країни свої мережі впливу й агітації.
Людовик XVI прийняв вересневу Конституцію неохоче. Установчі збори взяли на озброєння ідею поділу влади Лока та Монтеск'є, але впроваджували її надто жорстко, тому різні гілки влади виявилися строго розділеними. Виконавча влада цілком належала королю. Він не відповідав перед законодавчою Асамблеєю, яка не могла проти нього нічого вдіяти. Впродовж чотирьох років король зберігав право вето щодо будь-якого закону, а також за ним зберігалося право призначення двох міністрів. Законодавча влада обмежувалося єдиною асамблеєю з 745 депутатів, які обиралися двоступеневими виборами із встановленим цензом. Із 24 мільйонів жителів Франції право голосу мали тільки 4 мільйони «активних громадян». Не було жодних механізмів розв'язання конфліктів між двома гілками влади. За пропозицією Робесп'єра жоден із депутатів установчих зборів не міг виставити свою кандидатуру на виборах до нової асамблеї, яка повинна була засідати з 1 жовтня 1791 року. Таким чином у законодавчій асамблеї зібралися люди нові, недосвідчені, багаті й здебільшого молоді. В ній було 250 фельянів, які виступали за збереження конституційної монархії та 136 членів якобінського клубу, в основному жирондистів.

#### Повалення монархії

##### Курс на війну
Емігранти, згуртувавшись у Кобленці навколо графа д'Артуа, підтримували неспокій на кордонах і чинили тиск на чужоземних монархів, вимагаючи від них втручання в хід подій. Щоб вдовольнити їхні вимоги прусський король і австрійський імператор 27 серпня 1791 року зробили спільну Пільницьку декларацію, у якій виголошували своє занепокоєння. Революційні маси розцінили цю декларацію як загрозу. Законодавчі збори наприкінці 1791 року проголосували за прийняття значної кількості декретів, які призвели до ще більшого загострення ситуації. 9 листопада 1791 року вони зобов'язали усіх емігрантів впродовж 2 місяців повернутися до Франції під загрозою конфіскації всього майна. Крім того, вони зобов'язали священиків-відмовників присягнути під загрозою припинення виплати заробітної плати й навіть депортації з країни у разі підбурювання заворушень. Останній декрет вимагав від іноземних монархів вигнання емігрантів з відповідних країн. Король згодився підписати цей декрет, оскільки вважав, що може розпочатися війна.
Міжнародна ситуація погіршилася після анексії за вимогою жителів графства Венессен, яке належало понтифіку, й справою ельзаських принців, німецьких феодалів, які вважали, що на них не поширюються закони про скасування феодальних прав. Фельяни та король, знаючи про дезорганізацію армії, сподівалися на швидку поразку й на прогнання революціонерів без допомоги емігрантів. Якобінці бажали за допомогою війни експортувати революцію в Європу. Робесп'єр був одним з небагатьох, хто виступав проти війни.

##### Зміна співвідношення сил у результаті війни
На пропозицію Людовика XVI 20 квітня 1792 року Франція оголосила війну королю Угорщини й Богемії, тобто австрійському імператору. Жирондисти проголосили війну народів проти королів, хрестовий похід за свободу. Через кілька тижнів Пруссія вступила у війну на боці Австрії. Французька армія, повністю дезорганізована внаслідок еміграції частини офіцерів-дворян, не мала змоги опиратися могутнім пруським військам. Кордони держави опинилися під загрозою. На думку патріотів це було наслідком змови аристократії, королівського двору й священиків-відмовників з метою зупинити революцію. Законодавчі збори проголосували за три закони, які дозволяли депортацію священиків-відмовників, розпуск особистої гвардії короля й організацію табору національної федеративної гвардії для захисту Парижа. Людовик XVI наклав вето на декрети про відмовників і про федеративну гвардію. Ця ситуація спровокувала новий вибух революційного обурення, і 20 червня натовп заповнив Тюїльрі. Проте король тримався добре. Він згодився на приниження й одягнув фригійський ковпак перед санкюлотами, але не поступився. Законодавчі збори відмінили королівське вето й 11 липня 1792 року проголосили лозунг «батьківщина в небезпеці», закликаючи добровольців на оборону столиці.

##### Повалення монархії
25 липня прусська армія повідомила уряд, що у разі нових загроз життю короля Париж буде знищено. Коли про цей документ, відомий під назвою Брунсвікського маніфесту, стало відомо паризьким революціонерам, вони увірвалися до Асамблеї з вимогою повалення Людовика XVI. Асамблея відмовилася. У результаті в ніч з 9-го на 10 серпня виникла нова повстанська адміністрація на чолі з Петьйоном і Дантоном. На світанку повсталі зібралися перед Тюїльрі і вдерлися до палацу. Охорона із швейцарської гвардії полягла на місці, загинуло також чимало нападників. Король із родиною звернулися за допомогою до Законодавчих зборів, але ті відвернулися від них і призупинили повноваження короля. Таким чином порушено вересневу конституцію 1791-го року, яка вимагала для зміни форми правління скликання народного зібрання через всенародні вибори.
Увечері 10 серпня Законодавчі збори, оголосили про утворення тимчасової виконавчої ради із шести членів, серед яких були Дантон як міністр юстиції та Ґаспар Монж як морський міністр.
Ворожі війська нестримно насувалися на Париж, змушуючи одну за іншою здаватися французькі фортеці. 2 вересня 1792 року Дантон проголосив: «Відвага, ще більше відваги, завжди відвага, й Батьківщину буде врятовано». Народ звинувачував у всьому внутрішніх ворогів. Між 2-им і 6-им вересня 1792 року розпочалася вереснева різанина — вбивства священиків-відмовників, запідозрених у контрреволюційній діяльності, й правопорушників у в'язницях Парижа. Убивства тривали багато днів поспіль, а влада й адміністрація не відважувалися втрутитися. Депутати не виступали з осудом ще багато місяців. На думку багатьох, ці вересневі вбивства стали поворотним кроком революції.

##### Баланс сил перед всенародним зібранням
Вибори до всенародного зібрання (Національного конвенту) проходили водночас із вересневими вбивствами. Із 7 мільйонів виборців за оцінками 90 % не голосували. Вибір делегатів таким чином став справою дуже рішучої меншості. Як і в 1789, вибори проходили за дворівневою системою, щоб обмежити доступ широких народних мас. Майже всі обранці представляли буржуазію. Третина були правниками. Незважаючи на таку соціальну однорідність, утворилися два табори. Брісотени або жирондисти не довіряли парижанам. Їхня підтримка надходила з провінції, з кіл багатих негоціантів та мануфактурників. Вони були дуже віддані ідеям особистої та економічної свободи, проголошеним у 1789-му, й не готові були до надзвичайних заходів, щоб урятувати молоду республіку, незважаючи на відданість їй. Їх очолювали Бріссо, П'єр Віктюрнієн Верньйо, Петьйон і Жан Марі Ролан де Ла Платьєр.
Монтаньяри (назва пояснюється тим, що вони займали найвищі лавки) більше переймалися народними злиднями. Вони були готові вступити в союз з народом, із санкюлотами Парижа, і на будь-які заходи для порятунку революції. Серед їхніх лідерів Робесп'єр, Дантон, Марат і Луї Сен-Жуст. У центрі сиділа меншість, які прозвали болотом, і яка підтримувала то одну, то іншу партію.
20 вересня у битві при Вальмі французька армія несподівано здобула перемогу над пруссами. Прусська й австрійська армії вийшли із Франції, оскільки були більше стурбовані подіями у Польщі. 6 листопада 1792 року генерал Шарль Дюмур'є отримав перемогу у битві при Жамапі. Французькі війська захопили частину Нідерландів, яка належала Австрії. На сході армія генерала Кюстіна захопила лівий берег Рейну. Захоплена також Савоя (Монтеск'ю) й графство Ніцца (Ансельмом). Усюди французи розповсюджують революційні ідеї, але водночас стверджують, що Рейн є природним кордоном Франції зі сходу й з півночі.
Останнім актом Законодавчих зборів стало проголошення світського суспільства. 20 вересня 1792 року вони постановили, що реєстрація народжень і смертей буде проводитися комунальними службами. Наступного дня вперше зібралося засідання Зібрання. Тимчасово воно взяло на себе як законодавчі так і виконавчі функції. Зібрання вирішило скасувати монархію. Це рішення Національне зібрання проголосило 21 вересня 1792 року. Для революціонерів настала нова ера.

### Перша республіка
У Зібранні на перших порах тон задавали жирондисти. Вони захопили посади у виконавчій раді й намагалися уникнути процесу над королем, боячись розпочати контрреволюцію й спровокували зростання невдоволення європейських монархів. Але після відкриття в Тюїльрі «залізної шафи» 20 листопада 1792 року, суд став неминучим. Документи, знайдені в таємній шафі могли беззаперечно довести королівську зраду. Процес розпочався 10 грудня. Після дебатів короля визнали винним більшістю у 693 голоси проти 28. Його присудили до страти більшістю в 366 голосів проти 334. Жирондисти запропонували звернутися до народу, але цю пропозицію було відхилено. Короля стратили на гільйотині 21 січня 1793 року на площі Революції.
Реакція на страту в Франції була змішаною. Європейські монархи прореагували створенням у лютому 1793 року Першої коаліції. 24 лютого 1793 року жирондисти оголосили про призов 300 тисяч рекрутів. Рекрути мали вибиратись за жеребом, що нагадувало дії старого режиму. Ця мобілізація призвела до сільських повстань в Ельзасі, Бретані й Центральному масиві, але заворушення швидко придушили силою. Проте Зібрання проголосувало за закон, який дозволив запустити маховик терору — будь-який заколотник, захоплений із зброєю в руках, повинен бути страченим без суду впродовж двадцяти чотирьох годин.
На початку березня 1793 року почалося повстання у Вандеї. Набір рекрутів призвів до об'єднання сил розчарованих у революції селян, священиків-відмовників і аристократії. Хоча департамент існував лише з 1789 року, а повстання поширилося далеко за його межі, у Зібранні говорили про «вандейську війну», закликаючи монтаньярів та санкюлотів роздушити жирондистський мозоль[що це?] і застосувати рішучі заходи, з якими жирондисти зволікали. Жирондисти були змушені погодитися з утворенням Комітету громадського порятунку й Революційного трибуналу. 31 травня й 2 червня 1793 року паризькі санкюлоти усунули жирондистів від влади. Монтаньяри об'єднали свої зусилля із найбільш екстремістськими угрупуваннями парижан і захопили владу в свої руки. В провінції йшов зворотний процес. У Марселі й Ліоні прибічники жирондистів усунули від влади монтаньярів.

#### Республіка в небезпеці
Коли монтаньяри прийшли до влади, республіці загрожувала страшна небезпека. Вандейське повстання швидко перетворилося в роялістське, щойно ним почала управляти аристократія. Повстання охопило увесь захід Франції. Були захоплені міста Сомюр і Анже, хоча Нант ще опирався. Роялістські повстання здійнялися також у Лозері й у долині Рони. Жирондисти, яким вдалося втекти від паризьких репресій, закликали в департаментах до антипаризького повстання. У Нормандії їх підтримала адміністрація департаментів. 13 липня федералістка Шарлотта Корде вбила Марата.
Французький кордон перейшли іспанці з південного-заходу, п'ємонтці з південного сходу, прусаки, австрійці та англійці з півночі й сходу. Під тиском санкюлотів, і намагаючись дати відсіч цим небезпекам, монтаньяри вдалися до радикальних заходів.
У червні 1793 року Зібрання проголосувало за дуже демократичну й дуже децентралізовану конституцію. Конституцію затвердив референдум. Конституція першого року зробила спробу встановлення справжнього народовладдя із частими виборами та загальним виборчим правом, імперативним мандатом і можливістю участі громадян у законодавчому процесі. Але ця конституція так і не стала чинною. 10 серпня 1793 року Зібрання проголосило декретом, що початок дії Конституції відкладається до настання миру. Сен-Жуст пояснював, що в тих умовах, у яких опинилася республіка, конституція не може бути встановлена — вона сама себе знищила б. Вона стала б гарантією замахів на свободу, оскільки в ній бракувало волі придушити такі замахи.
Зібрання встановило новий верховний орган влади — комітет громадського порятунку. Він був утворений у квітні 1793 року. До розпуску першого такого комітету 10 серпня головну роль у ньому відігравав Дантон. Великий комітет другого року налічував 12 членів, яких щомісяця перевибирало Зібрання. Він мав право на законодавчу ініціативу, виконавчу владу й призначення посадовців. Навколо нього згуртувалася влада в найкритичніший період. У ньому домінував Робесп'єр. Кожен із членів спеціалізувався в окремій галузі, наприклад, Карро відповідав за військо.
Члени Комітету загальної безпеки теж вибиралися із депутатів Зібрання. Комітету підпорядковувалась поліція. У його функції входило складати списки підозрюваних. Між ним та між Комітетом громадського порятунку існувало тертя щодо області повноважень. Комітет посилав своїх членів у департаменти та в армію для нагляду за виконанням рішень. Ці «уповноважені» мали широкі права щодо переслідування контрреволюціонерів.
Зібрання мало підтримувати добрі стосунки з найрадикальнішими паризькими санкюлотами, яких очолювали журналіст Жак-Рене Ебер, засновник газети «Батечко Дюшен», та Жак Ру, керівник групи «Розлючених». 4-5 вересня 1793 року вони вдерлися на засідання Зібрання і добилися дозволу на мобілізацію революційної армії, для придушення контрреволюції, а також виплати зарплатні санкюлотам, які засідали в Зібранні. Внаслідок їхніх дій на порядок денний стало питання про Терор.

#### Закони на порятунок республіки

##### Принципові заходи
Перед лицем загрози Зібрання проголосувало за всі запропоновані Комітетом громадського порятунку закони. Закон від 23 серпня 1793 року оголосив масову мобілізацію, за яким під знамена повинні мали стати всі неодружені юнаки. Інших французів зобов'язали допомагати у веденні війни постачанням військового спорядження, обробкою стін погребів для збору необхідної для виробництва пороху селітри. Усю економіку нації повернуто на потреби війни. Доволі швидко зібрано мільйонну армію. Чисельність та завзяття заміняли військовий досвід.
У вересні країною прокотилася хвиля страт, які отримали назву «вересневої різні». Для перемоги над ворогами революції й запобігання відплати обуреного народу, був організований легальний терор. У вересні 1793 року Зібрання проголосувало за закон про підозрюваних. Список підозрюваних був дуже широким: аристократи, емігранти, священики-відмовники, федералісти, підбурювачі та їхні родини. Закон зобов'язував ув'язнити усіх їх до настання миру. Право нагляду й виконання доручалося народним громадам, що перебували під контролем санкюлотів.
Щоб заспокоїти невдоволення міських мешканців, яким допікали складнощі з постачанням, ріст цін на продукти й знецінення асигнацій, Комітет громадського порятунку організував економічний терор. 27 липня Зібрання проголосувало за смертну кару тим, хто приберігає продукти замість того, щоб їх продавати. У вересні встановлено обмеження цін на рівні на 30 % вищому, ніж у 1790 році. Врешті-решт установлений фіксований курс асигнацій. Ці заходи не дозволили покласти край складнощам із постачанням міст. Купівельна спроможність заробітних плат у асигнаціях постійно знижувалася.

##### Наслідки
Волюнтаристська політика Комітету громадського порятунку дозволила врятувати республіку. З кінця вересня 1793 року революційна армія почала здобувати перемоги над першою коаліцією, що відкинули її сили до кордонів країни. Повстання федералістів швидко захлинулося за винятком Тулона, де роялісти захопили контроль над містом і передали його англійцям.
У Вандеї республіканські війська завдали важкої поразки католицькій армії у битві при Шоле. Частина вандейської армії відійшла на північ і спробувала захопити порт Ґранвіль у Котантені. Спроба зайшла в глухий кут, але засвідчила силу й рішучість контрреволюціонерів. Озброєні селянські загони продовжували бродити заходом Франції. Вони отримали назву шуанів. Репресії у Вандеї були жахливими. Від грудня 1793 року до лютого 1794 року уповноважений Жан-Батіст Карр'є звелів стратити у Нанті тисячі людей. Повішення й колективні розстріли мали характер зловісних святкувань. У Анже страчено близько 2000 жінок. Загони під командуванням Тюро спалювали села й винищували їх жителів, не розбираючись хто із них заколотник.
У всій республіці проводилися заходи по дехристиянізації, спонтанні або започатковані уповноваженими. Статуї, хрести й дзвіниці зносили заради принципу рівності. 5 жовтня 1793 року Зібрання прийняло республіканський календар. Відтоді переслідувалася навіть конституційна церква. Санкюлоти та еберисти встановили культ жертв революції. 10 листопада у Соборі Паризької Богоматері відзначили свято розуму. Після церемонії еберисти пішли до зали Зібрання і влаштували там свято. Робесп'єр, який бачив у ньому тільки маскарад, виступив із протестом і вимогою відновлення порядку.

#### Робесп'єр і Великий терор
На вимогу Робесп'єра 14 фримера другого року (4 грудня 1793) організовано уряд із винятковими повноваженнями. Зібрання стало єдиним центром управління. Воно взяло на себе всю повноту влади. Щоб уникнути самодіяльності в провінції обмежено повноваження народних обранців. Дії деяких, наприклад Фуше, були розкритиковані. Робесп'єру не подобалися атеїзм та політика дехристиянізації. Під його впливом затверджено закон, що гарантував свободу культів, потім інший, який визнавав безсмертя душі. Робесп'єр послав на північ уповноважених із завданням покласти край безладу, спричиненого діями революційної армії. Саму революційну армію теж розпущено.
У Парижі Комітет громадського порятунку розпочав заходи з метою обмеження впливу санкюлотів у Зібранні. До кінця березня 1794 року він зумів знищити ліве крило монтаньярів, стративши лідерів «надмірних»: Ебера, Моморо, Ронсена і Венсана. «Розлючені», яких очолювали Жак Ру, Леклерк та Варле, потрапили до в'язниці. На початку квітня настала черга правого крила монтаньярів під керівництвом Жака Дантона. «Попустителів», як називали групу Дантона, страчено за вироком процесу, в якому Дантону відмовили в праві особисто захищати себе. Також гільйотиновані Фабр д'Еглантін, творець революційного календаря і Каміль Демулен, колишній приятель Робесп'єра.
Тоді, коли в провінції терор припинявся, у столиці він тільки загострився після затвердження закону преріяля, за яким політичні злочини міг судити тільки революційний трибунал. Визначення ворога революції поширили на всіх, хто намагався звести нанівець свободу силою чи підступом. Не було більше свідків чи адвокатів. Вироків існувало лише два — свобода або смерть. Закон плеріяля породив Великий терор. Впродовж кількох тижнів в Парижі було гільойтиновано понад 1400 осіб.
На початку літа 1794 року військові зусилля нації врешті-решт дали плоди. Перемога в битві при Флерюсі 26 червня 1794 року дозволила французькій армії знову захопити Бельгію.
Воюючи із фракціями й знищуючи найзавзятіших прихильників терору, Робесп'єр нажив собі чимало ворогів. Його політичний вплив зростав. Коли він головував на святі Верховної Істоти 10 червня 1794 року, його противники бурчали, що він прагне особисто захопити всю владу. Тимчасовий відхід Робесп'єра від політичних справ дозволив згрупуватися його супротивникам, куди входили представники Комітету загальної безпеки та колишні уповноважені, такі як Тальєн та Фуше.
Коли Робесп'єр вирішив знову з'явитися в Конвенті, то розпочав із загрози нових чисток, натякнувши на деяких депутатів, імен яких на біду собі не назвав. При підтримці Маре зав'язалася змова. 9-го термідора другого року (27 липня 1794) Робесп'єра звинуватили й заарештували. Міська влада Парижа визволили його проти власного бажання й доправили у ратушу. Але санкюлоти, деморалізовані ліквідацією секційного руху після знищення еберистів й невдоволені встановленням максимальної заробітної платні, на допомогу не прийшли. Зібрання одразу ж оголосило його поза законом і прислало війська, які взяли будівлю штурмом. Наступного дня, 28 липня 1794 року, Робесп'єра та його головних прибічників гільйотинували. Термідоріанське зібрання одразу ж закликало повернутися депутатів-жирондистів й поклало край терору.
Нову конституцію, Конституцію третього року, Конвент затвердив 29 месідора (17 серпня 1795). Її ратифікували через плебісцит у вересні. Вона вступила в дію з 4 вандем'єра (26 вересня) того ж року й стала основою режиму Директорії.

### Директорія
За революційним календарем Директорія діяла з 4 брюмера четвертого року до 18 брюмера восьмого року. Це була друга спроба встановлення стабільного конституційного режиму. Встановлення миру на заході й кінець першої коаліції дозволив запровадити нову конституцію. Уперше в історії Франції законодавча влада складалася з двопалатного парламенту: ради п'ятисот (500 членів) та ради старших (250 членів). Виконавча влада належала директорії із п'яти осіб, яких призначала рада старших із списку, наданому радою п'ятисот. Міністри та п'ять директорів не звітувалися перед зібранням, але могли його розпустити. Як і в 1791 році не було передбачено жодного механізму розв'язання конфліктів.
Термідоріанці наполягли на тому, щоб дві треті обранців були із Зібрання. Західний регіон, долина Рони й схід Центрального масиву проголосували за депутатів-роялістів. Впродовж усього існування Директорії політична ситуація залишалася нестабільною. Роялістська «мережа кореспонденції» змішалася з політичною пропагандою. При підтримці братів Людовика XVI роялісти каламутили воду в країні. Прибічники повернення короля перемогли у виборах 1797 року. Помірковані республіканці організували у вересні того ж року державний переворот, прогнавши двох із п'яти директорів і проголосивши вибори 177-ми депутатів неправомірними. У 1798 році вибори здавалося обіцяли перевагу якобінцям. Тоді рада наділила себе правом призначати депутатів від половини виборчих дільниць. Термодоріанці утрималися при владі, але повністю дискредитували себе.
Економічна ситуація теж дала свій внесок у бажання французів повернутися до порядку. Система оподаткування не працювала. Асигнації втратили будь-яку вартість і були замінені на інші паперові гроші — територіальні мандати, з якими трапилося те ж, що й з асигнаціями. З 1797 року держава зажадала виплати податків готівкою, але через економічну кризу металічні гроші стали рідкістю. Після кількох років інфляції, пов'язаних із асигнаціями, у Франції розпочався період зниження цін, який особливо боляче вдарив по сільському населенню. Неспроможне впоратися з величезним боргом, який накопичився за роки монархії та революції, збори вирішують оголосити банкрутство на «дві треті». Франція відмовлялася платити дві третини державного боргу, але підтверджувала одну третину. Щоб створити враження кредитоздатності перед кредиторами в 1798 році був накладений новий податок на двері й вікна. Цей податок збирався жандармами.
Завдяки зусиллям уряду громадського порятунку французькі війська перейшли до наступу. Весною 1796 року Франція розпочала великомасштабний наступ через усю Німеччину, щоб вимусити Австрію до укладення миру. Але саме італійська армія під командуванням молодого генерала Наполеона Бонапарта приносила одну несподівану перемогу за іншою й змусила Австрію підписати мирний договір де Кампо Форміо 17 квітня 1797 року. Між 1797 та 1799 роками майже вся Італія перетворилася в республіку-сестру із інституціями за французьким зразком. Перемоги полегшили фінансові проблеми Директорії, але робили її дедалі залежнішою від армії. Бонапарт став суддею у вирішенні внутрішніх проблем. Єгипетський похід мав на меті відрізати шлях до Індії Сполученому Королівству, але Директорія також не заперечувала від того, щоб віддалити від себе незручну підтримку корсіканця, який не приховував свого бажання влади.
Збільшення числа республік-сестер збентежило великі держави на чолі з Росією й Сполученим Королівством, що боялися домінування Франції у Європі. У 1798 році ці дві держави започаткували процес утворення другої коаліції. Французька армія під командуванням Брюна та Масени відбила наступ англійців, росіян та австрійців.
Правління Директорії завершилося державним переворотом 18 брюмера восьмого року (9 листопада 1798). Наполеон Бонапарт проголосив: «Громадяни, принципи, започатковані революцією, утвердилися. Вона закінчена». Директорію замінив інститут Консульства. Це був авторитарний режим під управлінням трьох консулів, перший серед яких мав усю повноту влади. Франція вступила в новий історичний період, у якому її доля буде в руках імператора.

## В історіографії та культурі
В радянській історіографії використовували термін «Велика французька буржуазна революція». Слово «велика» мало підкреслювати глобальне значення події і проводити паралель із Жовтневим переворотом, який більшовики називали «Великою жовтневою соціалістичною революцією».

### Історії революції
- Ernest Belfort Bax, The Story of the French Revolution [1789-1796], 2nd ed., London: Swan Sonnenschein & Co., 1892.(англ.)
- Georges Lefebvre, La Révolution française, Presses Universitaires de France, vol. I, 1951; vol. II, 1957.(фр.)
- Albert Soboul, La Révolution française, 1789—1799, Éditions sociales, 1948.(фр.)